# Domus Conversorum
Das Domus Conversorum war ein Wohnheim für zum Christentum konvertierte Juden in London.
Das in der Chancery Lane gelegene Haus wurde eröffnet, da alle Juden, die zum Christentum konvertierten, verpflichtet waren, sämtlichen Besitz an die Krone abzugeben.
Eröffnet wurde das Haus im Jahre 1253 von Heinrich III. Mit der Vertreibung der Juden aus England durch Edward I. 1290 blieb das Domus Conversorum die einzige Möglichkeit für Juden im Land zu bleiben. In dieser Zeit wohnten bis zu 80 Menschen in dem Haus. Zwischen 1331 und 1608 wurden 48 Konvertiten als Bewohner zugelassen. Die Aufsicht über das Haus führte der Master of the Rolls. Für die Jahre nach 1609 bestehen keine Aufzeichnungen mehr. 1891 wurde das Public Record Office in das Gebäude verlegt.
Als „Domus Conversorum“ wurden teilweise auch die Unterkünfte von Laienbrüdern in Klöstern bezeichnet.